# Streets of Rage 4
Streets of Rage 4 (рус. Улицы ярости 4), известная как Bare Knuckle IV (яп. ベア・ナックルIV) — компьютерная игра в жанре beat 'em up, разработанная французскими студиями Guard Crush Games и LizardCube под издательством Dotemu. Выход Streets of Rage 4 состоялся 30 апреля 2020 года для игровых платформ PlayStation 4, Xbox One, Nintendo Switch и Windows. Игра разрабатывалась по официальной лицензии компании SEGA.

## Сюжет
Действие происходит спустя 10 лет после событий Streets of Rage 3.

## Геймплей
Геймплей остался прежним, как и в предыдущих играх, вкупе с новыми механиками.

## Разработка
В августе 2018 года независимые разработчики LizardCube и Guard Crush Games анонсировали трейлер игры Streets of Rage 4. Издателями заявлены Sega и Dotemu. Игровой процесс задуман на основе элементов классической трилогии с некоторыми дополнительными механиками, например, возможность избивать противников в воздухе, а также бить их об стену головой. Музыкальное сопровождение для игры создавалось двумя композиторами, работавшие над прошлыми частями серии: Юдзо Косиро и Мотохиро Кавасима. Помимо них, в проекте работают ещё три музыканта: Ёко Симомура, Хидэки Наганума и Кэидзи Ямагиси.
На выставке PAX East 2019, помимо главных героев, показали ещё двух возможных новых персонажей.

## Отзывы
| Сводный рейтинг           | Сводный рейтинг                                    |
| Агрегатор                 | Оценка                                             |
| ------------------------- | -------------------------------------------------- |
| Metacritic                | 85/100 (NS) 84/100 (PC) 82/100 (PS4) 82/100 (XONE) |
| OpenCritic                | 84/100                                             |
| Иноязычные издания        |                                                    |
| Издание                   | Оценка                                             |
| Destructoid               | 9/10                                               |
| Edge                      | 8/10                                               |
| Eurogamer                 | Essential                                          |
| Game Informer             | 7/10                                               |
| IGN                       | 7/10                                               |
| Jeuxvideo.com             | 17/20                                              |
| Nintendo Life             | [ 19 ]                                             |
| Nintendo World Report     | 9/10                                               |
| PC Gamer (UK)             | 76                                                 |
| USgamer                   | 4/5                                                |
| VentureBeat               | 88/100                                             |
| VideoGamer                | 8/10                                               |
| The Sydney Morning Herald | 90 %                                               |
| Русскоязычные издания     |                                                    |
| Издание                   | Оценка                                             |
| 3DNews                    | 9/10                                               |
| StopGame.ru               | Похвально                                          |
| «Игромания»               | [ 28 ]                                             |

Игра получила преимущественно положительные отзывы критиков; средневзвешенная оценка на агрегаторе рецензий Metacritic — 84/100 версии для Windows и 81/100 версий для PlayStation 4 и Nintendo Switch.